# IQCF5
IQCF5 (англ. IQ motif containing F5) – білок, який кодується однойменним геном, розташованим у людей на 3-ій хромосомі. Довжина поліпептидного ланцюга білка становить 148 амінокислот, а молекулярна маса — 18 048.
| 10         |  | 20         |  | 30         |  | 40         |  | 50         |
| ---------- |  | ---------- |  | ---------- |  | ---------- |  | ---------- |
| MGPEEKTIMT |  | ERSAAVFIQA |  | WWRGMLVRRT |  | LLHAALRAWI |  | IQCWWRQVLE |
| KLLAKRRRMV |  | LEFYVQQEWA |  | AVRLQSWVRM |  | WCVRQRYCRL |  | LNAVRIIQVY |
| WRWHSCHSRV |  | FIEGHYELKE |  | NQLNIQLEIS |  | LGLQACKVQQ |  | CIPLPLKE   |

A: Аланін

C: Цистеїн

E: Глутамінова кислота

F: Фенілаланін

G: Гліцин

H: Гістидин

I: Ізолейцин

K: Лізин

L: Лейцин

M: Метіонін

N: Аспарагін

P: Пролін

Q: Глутамін

R: Аргінін

S: Серин

T: Треонін

V: Валін

W: Триптофан